# Zdeněk Liška
Artykuł ten został zgłoszony do umieszczenia na stronie głównej w rubryce „Czy wiesz”.
Pomóż nam go sprawdzić: oceń zgłoszoną nominację.
Zdeněk Liška (ur. 16 marca 1922 w Smečnie u Kladna, zm. 13 sierpnia 1983 w Pradze) – czeski kompozytor elektronicznej muzyki filmowej. Jego muzyka opierała się na unikalnym charakterze muzycznym, uzyskanym dzięki zastosowaniu nietypowych kombinacji instrumentów oraz różnorodnych technik elektronicznych i elektroakustycznych.

## Biografia
Zdeněk Liška urodził się 16 marca 1922 roku w Smečnie koło Kladna w środkowych Czechach. Jego ojciec i dziadek byli amatorskimi muzykami miejskimi. Jako dziecko uczył się gry na akordeonie i skrzypcach; w szkole średniej skomponował swoją pierwszą piosenkę.
Studiował kompozycję i dyrygenturę w Konserwatorium Praskim pod kierunkiem Rudolfa Karela, Otakara Šína, Metoda Doležila i Karela Janečka. Ukończył konserwatorium w 1944 roku. Po krótkim okresie pracy w charakterze dyrygenta orkiestry amatorskiej w Slaným i nauczyciela w szkole muzycznej w Humpolcu, w 1945 roku dołączył do studia filmowego w Zlínie.

## Twórczość
Liška współpracował szczególnie z animatorem Janem Švankmajerem, komponując muzykę do kilku jego wcześniejszych filmów krótkometrażowych, takich jak Trumniarnia (1966), Et Cetera (1966), Historia Naturae, Suita (1967), Mieszkanie (1968), Don Juan (1969), Kostnica (1970), Dżabersmok (1971), a później Zamek Otrantski (1979). Muzyka Liški do Historii Naturae, Mieszkania i Kostnicy została również wykorzystana w krótkometrażowym filmie amerykańskich animatorów braci Quay z 1984 roku zatytułowanym Gabinet Jana Švankmajera.
Skomponował również wiele ścieżek dźwiękowych do ważnych filmów fabularnych Czechosłowackiej Nowej Fali, w tym do Sklepu przy głównej ulicy, Małgorzaty, córki Łazarza, Doliny pszczół, Owoce rajskich drzew spożywamy, Palacza zwłok i Ikarii XB 1.
Liška był najczęściej zatrudnianym kompozytorem filmowym w Czechosłowacji w latach 50. i 60. XX wieku. W latach 60. komponował muzykę do ośmiu filmów rocznie, a także do licznych filmów krótkometrażowych.
Oprócz pracy nad filmami fabularnymi Liška napisał muzykę do filmów dokumentalnych o podróżach Hanzelki i Zikmunda, dwunastu filmów Karla Zemana oraz do różnych krótkometrażowych filmów popularnonaukowych. Główny motyw muzyczny, który napisał do propagandowego serialu telewizyjnego Trzydzieści przypadków majora Zemana, cieszy się popularnością w Czechach.
W połowie XX wieku należał do najbardziej znanych czeskich kompozytorów filmowych i był czołowym czeskim kompozytorem muzyki do filmów fantasy. Był znany ze swoich umiejętności w charakteryzacjach muzycznych i tworzeniu humoru w muzyce, a także z kreatywnego wykorzystania technik muzyki elektronicznej. Żył w epoce symfonii filmowych, ale lubił eksperymentować również z popularną muzyką rockową i instrumentami elektronicznymi. Jego muzyka do filmu Śmierć nazywa się Engelchen została obwołana najlepszą ścieżką dźwiękową do czechosłowackiego filmu pełnometrażowego 1963 roku.